# Donuca orbigera
Donuca orbigera är en fjärilsart som beskrevs av Achille Guenée 1852. Donuca orbigera ingår i släktet Donuca och familjen nattflyn. Inga underarter finns listade i Catalogue of Life.